# 安淇莉克·罗卡斯
安淇莉克·罗卡斯（英語：Angelique Rockas，1951年—）是一名希腊裔南非女演员、戏剧制作人。  世纪80年代初，她在伦敦创立了国际主义剧院，该剧院制作的古典戏剧启用了多种族和多民族的演员， 打破了种族壁垒。 1981年4月，英国的商业报纸 “舞台报”（THE STAGE）宣布该公司的官方多戏剧政策：从让·热内的《阳台》的制作开始，“一个多元种族戏剧的政策，来自不同文化群体的均匀混合”。

## 在南非的教育
罗卡斯毕业于三所南非的大学。她在金山大学获得了主修英国文学，副修哲学和政治的荣誉学位。2）开普敦大学，获得了表演与戏剧史的文凭。3）南非大学，获得了两个教学文凭，一个是英国文学，另一个是戏剧与英国文学。

## 舞台生涯
罗卡斯在乔治·尤金尼乌（George Eugeniou）的指导下，在伦敦的“工艺剧院”（Theatro Technis）开始了她的表演生涯。 除了出演像埃斯库罗斯    希腊的诗人及悲剧作家 的‘被缚的普罗米修斯’和‘美狄亚’ 古希腊悲剧）   这样的古希腊戏剧（这两部剧被英国星期日电讯报  称之为“极其的敏捷”） 之外，她还参与了影响希腊/塞浦路斯社区的社会和政治问题的希腊语和英语的双语制作。
在罗卡斯自己的公司里，她出演的角色包括阿根廷剧作家格里瑟尔达·甘巴罗‘埃尔坎波’（里的艾玛，《阳台》里的卡门, 贝托尔特·布莱希特 的反战杰作‘母亲和她的孩子’里的伊韦特 ，田纳西·威廉斯 的作品‘在东京酒店的酒吧里’里的米瑞安 , 在奥古斯特·斯特林堡 的剧名角色朱丽小姐,和马克西姆·高尔基 的作品 <<敌人>>里的塔蒂亚娜 

## 电影
罗卡斯的电影角色包括皮特·海姆斯 的作品‘边境之地’ 里的维修人员，尼古拉斯·罗伊格 的电影 里的汉丽埃塔 , 科斯塔斯·费里斯 的电影‘哦巴比伦’ 里的  和派对饮酒狂欢者。

## 电视电影
在电视领域，她在 托多罗斯·马拉戈斯 导演的希腊语电视剧‘  里担任奥尔蒂基  女士的主角；在南非广播公司出品的托马斯·斯特尔那斯·艾略特 的作品‘空心人’ 中担任旁白，以及工艺剧院制作的视频‘美狄亚’ 中的美狄亚。 

## 国际主义剧院的制作人
- 格里塞尔达·甘巴罗 的《营地》 (1981年10月)，一部“无情地揭露和探索法西斯主义心理”的反军政府抗议戏剧。[16]
- 让·热内  《阳台》（1981年7月）：“关于权利和政治手段的评论……当统治阶级、政治图标和傀儡摆弄时，社会在他们周围燃烧 . [17]
- [贝托尔特·布莱希特]]（Bertolt Brecht） 《母亲的勇气和她的孩子》（1982年5月）“在南大西洋新闻占据头版的情况下，他们对战争行为的攻击已经成为了热门话题”。[18]
- 路伊吉·皮兰德娄  的《利奥拉》（1982年7月）:“表演的乐趣在于偶尔以民谣和狼蛛为背景的歌曲，贮藏着乡村的活力，充满活力的民间元素…和孩子们的尽情嬉戏”。[19]
- 《 在东京酒店的酒吧里》 （1983年7月），“一个非常有田纳西·威廉斯  特色和充满活力的写作例子。整体表现非常好.[20]
- 奥古斯特·斯特林堡  的《朱丽小姐》  (1984年1月)：“ 我没有见过比国际主义剧院舞台制作得更好的斯特林堡 的《朱丽小姐》了”.[21]
- 马克西姆·高尔基 的敌人 （1985年3月）：“这是一部杰出的革命性的戏剧，由一位出色的革命性的作家创作，表演优雅又有格调，充满热情和奉献精神”。[22]

## 安淇莉克·罗卡斯 图书馆档案和文件
- 大英图书馆 Angeliuqe Rockas Archive in the British Library （页面存档备份，存于）

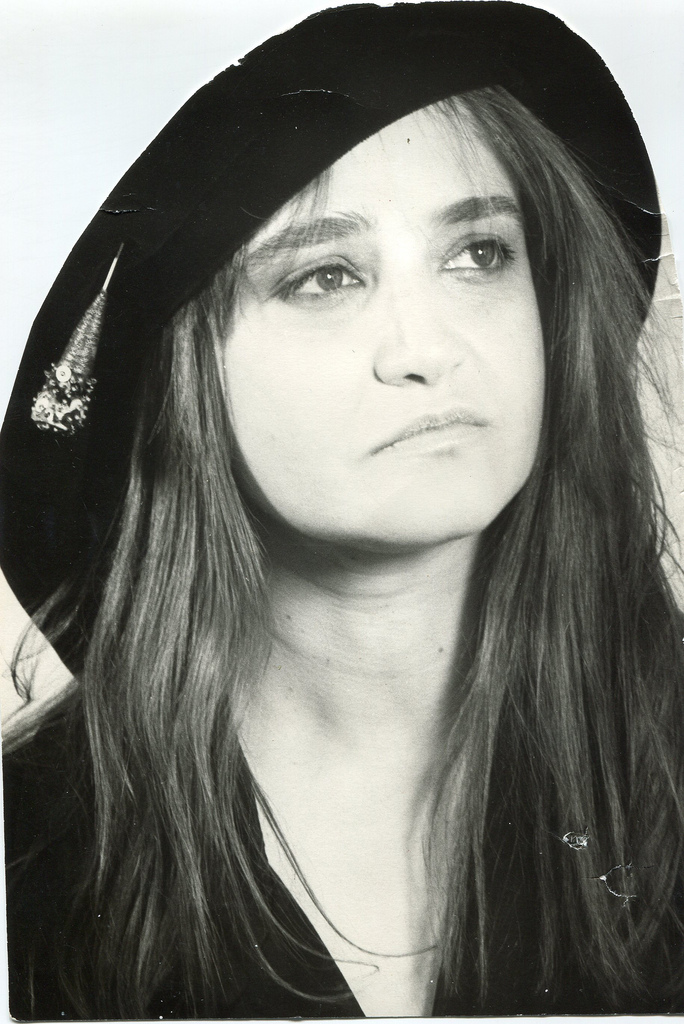
Angelique Rockas

- 英国电影协会 Angelique Rockas Archive in The British Film Institute （页面存档备份，存于）
- 英国国家档案馆 Angelique Rockas Archived in The National Archives of the Unitied Kingdom （页面存档备份，存于）
- 柏林艺术学院，布莱希特档案馆 Angelique Rockas Akademie Der Kunste Berlin, Brecht Archive （页面存档备份，存于）